# Torslunda, Mörbylånga kommun
Torslunda är kyrkbyn i Torslunda socken i Mörbylånga kommun i Kalmar län vars bebyggelse utgör en del av tätorten Skogsby. Torslunda är belägen på västra Öland just öster om Färjestaden.
I Torslunda ligger Torslunda kyrka, förskola, förskoleklass och grundskola årskurs 1 till 6.